# Івановська (Тотемський район)
Іва́новська (рос. Ивановская) — присілок у складі Тотемського району Вологодської області, Росія. Входить до складу Калінінського сільського поселення.

## Населення
Населення — 15 осіб (2010; 18 у 2002).
Національний склад (станом на 2002 рік):
- росіяни — 94 %